# Ortobicúpula triangular alongada
Em geometria, a ortobicúpula triangular alongada é um dos sólidos de Johnson (J35). Como o nome sugere, pode ser construída alongando-se uma ortobicúpula triangular (J27) ao inserir um prisma hexagonal entre as duas metades. O sólido resultante é superficialmente similar ao rombicuboctaedro, com a diferença de que tem simetria rotacional triplo sobre seu eixo ao invés de simetria quádrupla.